# Moritz Brunner
Moritz Brunner, avstrijski general, vojaški inženir in pisatelj, * 30. julij 1839, † 25. oktober 1904.